# Horticulturele samenleving
Een horticulturele samenleving of tuinbouwsamenleving is een samenleving waar de meerderheid van de bevolking leeft van de opbrengst van tuinbouw als aanvulling op het jagen en verzamelen. Deze maatschappij ontwikkelde zich uit jagerssamenlevingen, voor het eerst tijdens de eerste fase van de neolithische revolutie. Daarmee ging deze vooraf aan de agrarische samenleving, al hebben niet alle horticulturele samenlevingen deze ontwikkeling doorgemaakt en zijn ze tegenwoordig ook nog te vinden.
De overgang tussen een horticulturele en agrarische samenleving is geen scherpe grens. Ook de overgang van een jagers- naar horticulturele samenleving lijkt zeer geleidelijk te zijn gegaan. Men vestigde zich al voor langere tijd op plekken waar voedsel in overvloed aanwezig was. Vaak waren dit randzones die veelal gekenmerkt worden door een grote biodiversiteit, waarna het een kleine stap zal zijn geweest om neolithische tuinen te onderhouden. Dit kan onder druk zijn geweest van klimaatveranderingen. Een bevolking die aanvankelijk in stand kon worden gehouden op plaatsen van overvloed, kon dat niet zonder aanpassingen zodra het klimaat droger werd. Dit was mogelijk het geval bij de Natufische cultuur die een groot deel van hun nederzettingen moesten verlaten tijdens het Jonge Dryas. Recenter onderzoek trekt deze theorie echter in twijfel. Dezelfde druk kan echter ook aanleiding zijn geweest om met een kleinere bevolking weer meer de nadruk te leggen op jagen en verzamelen of om over te gaan tot een pastorale samenleving.
Het onderhouden van neolithische tuinen kan meer specialisatie in gang hebben gezet dan er was in jagerssamenlevingen en daarmee meer sociale differentiatie.